# Bram Fischer
Abram Louis Fischer (Bloemfontein, 23 aprile 1908 – Bloemfontein, 8 maggio 1975) è stato un avvocato sudafricano, famoso per il proprio attivismo anti-apartheid e per aver curato la difesa legale di numerose figure della lotta all'apartheid, tra le quali spicca quella di Nelson Mandela durante il Processo Rivonia.
Come ha sottolineato lo stesso Mandela nel suo libro autobiografico Lungo cammino verso la libertà, Fischer è stato uno dei più valorosi avversari dell'apartheid, perché rinunciò a molto più di tanti altri: mise in gioco una vita di privilegi procurata dalla propria origine Afrikaner ed una posizione di alto livello all'interno del governo sudafricano. Scelse invece un percorso molto diverso. Nel libro Country of My Skull, l'autrice Antjie Krog scrive: Egli fu molto più coraggioso rispetto al resto di noi, ha pagato molto di più, la sua vita sembra aver toccato le vite di così tante persone - anche dopo la sua morte.

## Biografia

### Gli inizi
Fischer proveniva da un'importante famiglia afrikaner: suo padre era Percy Fischer, un Giudice Presidente dello Stato Libero dell'Orangee la madre si chiamava Ella Fichardt.Fischer era bilingue: infatti, il padre era di madrelingua afrikaans mentre la madre parlava inglese. Prima di studiare al New College dell'Università di Oxford come beneficiario della Borsa Rhodes durante gli anni Trenta del XX secolo, ricevette la propria formazione accademica al Grey College dell'University of the Free State di Bloemfontein. Durante il suo soggiorno a Oxford, viaggiò per il continente europeo: tra le varie mete si ricorda soprattutto un suo viaggio effettuato nel 1932 in Unione Sovietica. In una lettera ai suoi genitori durante il suo viaggio, sottolineò le analogie da lui osservate tra la posizione degli agricoltori russi che aveva incontrato lungo il fiume Volga e neri sudafricani.
Nel 1937 Fischer sposò Molly Krige, una nipote di Jan Smuts; la coppia ebbe tre figli. Molly stessa iniziò ad appassionarsi all'impegno politico e fu arrestata senza processo durante lo stato di emergenza dichiarato dopo il Massacro di Sharpeville. Nel 1963, mentre la coppia si recava in auto verso Città del Capo a festeggiare il ventunesimo compleanno della figlia, Bram, per evitare di colpire un animale sulla strada, perse il controllo. La macchina uscì di strada e si rovesciò nel fiume adiacente, causando la morte di Molly per annegamento. Bram ne uscì moralmente devastato e, inconsolabile, si dedicò ancora con maggiore intensità alla propria vita segreta come leader del Partito Comunista.

### Gli anni dell'impegno politico e professionale
Fischer entrò nel SACP, il Partito Comunista Sudafricano, durante gli anni Quaranta del XX secolo e prestò raggiunse posizioni di rilievo all'interno dell'organico. Il SACP era in stretti rapporti con il African National Congress (ANC) e, nel 1943, Fischer stesso fu tra gli autori della revisione alla costituzione del partito. Nel 1946 fu accusato di istigazione - derivante dalla sua posizione di leader del SACP - per lo sciopero effettuato dai minatori africani del Witwatersrand.
Fischer svolse un ruolo fondamentale per la difesa degli imputati durante il Processo Treason del 1956-1961, dove venne assolto Mandela, e condusse il team legale di difesa di Nelson Mandela anche al Processo Rivonia del 1963-1964. La condanna all'ergastolo comminata a Mandela - in luogo della pena di morte richiesta dal pubblico ministero Percy Yutar - fu considerata infatti una grande vittoria per la difesa. Sicuramente anche la pressione internazionale sul processo giocò comunque il proprio ruolo. In questo momento, la vita segreta di Fischer come leader comunista intento a pianificare il rovesciamento del governo dell'apartheid era sconosciuto persino ai suoi più stretti amici bianchi.
Fischer fu arrestato nel settembre 1964 con l'accusa del reato di appartenenza al SACP e rilasciato su cauzione per trattare un caso a Londra: aveva promesso di tornare in Sudafrica per essere processato e mantenne la promessa nonostante le pressioni e gli inviti volti a farlo rinunciare ad essere processato e ad andare in esilio. Tornò in Sudafrica e fu presente al processo, nel quale era anche il primo imputato. Un giorno, a procedimento iniziato, non si presentò in aula ma fece recapitare una lettera al proprio avvocato, Harold Hanson, che poi lesse in tribunale. Si leggeva: 
Nel frattempo che questa lettera ti raggiungerà, io sarò già lontano da Johannesburg e mi assenterò dal resto del processo. Ma rimarrò ancora nel paese in cui avevo detto di far ritorno quando mi fu garantita la libertà vigilata. Desidero che Con il tempo questo si raggiunge sarò lontana da Johannesburg e mi sono assenti dal resto del processo. Ma io sono ancora nel paese al quale ho detto che sarebbe tornato quando mi è stata concessa libertà provvisoria. Mi auguro che tu informa la Corte che la mia assenza, anche se deliberata, non è intesa in alcun modo come gesto irrispettoso. Né è dovuta ad alcun timore della punizione che potrebbe essermi inflitta. In effetti mi rendo conto pienamente che la mia punizione finale potrebbe essere aumentata dato il mio attuale comportamento... .
"La mia decisione è stata presa solamente perché credo che sia dovere di ogni avversario reale di questo governo di rimanere in questo paese e di opporsi alla sua mostruosa politica di apartheid con ogni mezzo in proprio potere. Questo è quello che farò finché potrò... ".
Fu radiato dalla carica di avvocato nel 1965 in un processo svoltosi in sua assenza. Gli avvocati Harold Hanson, Sydney Kentridge ed Arthur Chaskalson curarono la sua difesa.

### Arresto e morte
Fischer continuò a seguire le proprie attività segrete per almeno un anno. Fu arrestato nel 1966 (nove mesi dopo il suo ritorno in Sudafrica) per violazione del Suppression of Communism Act e cospirazione finalizzata al sabotaggio, venendo riconosciuto colpevole e condannato all'ergastolo. Fu insignito del Premio Lenin per la pace nel 1967.
Durante la reclusione, si ammalò di cancro. Una caduta dovuta anche all'indebolimento causato dal cancro lasciò Fischer con un femore fratturato, parzialmente paralizzato e incapace di parlare: solamente a dicembre dello stesso anno l'autorità acconsentì al suo trasferimento in ospedale. Quando la notizia delle sue cattive condizioni di salute diventò di pubblico dominio, l'opinione pubblica fece pressione sul governo per il suo rilascio. Fischer venne trasferito nell'aprile del 1975 agli arresti domiciliari nella casa del fratello a Bloemfontein. Morì poche settimane dopo. Le ceneri di Fischer sono state riportate in prigione dopo il funerale, senza mai ricevere un degno luogo di sepoltura.
Nel 2003, con una legge speciale, è stato il primo sudafricano ad essere stato riammesso postumo nell'elenco degli avvocati. Numerosi sono i luoghi pubblici a lui intitolati, in particolare una strada a Johannesburg, che durante il regime nazionalista era stata dedicata all'ex primo ministro Hendrik Frensch Verwoerd, colui che viene indicato come l'artefice del progetto dell'Apartheid, il massimo artefice della segregazione razziale in Sudafrica; oggi, invece, ricorda l'uomo che si schierò con le sue vittime.
Nel 2004 nonostante l'opposizione di una parte di studenti e direttorio, Fischer ricevette una laurea ad honorem postuma presso la Stellenbosch University.
Nel New College dell'Oxford University - dove Fischer era stato studente - si tiene in suo onore ogni anno, la "Bram Fischer Memorial Lecture".

## Opere su Fischer
- Burger's Daughter, romanzo della sudafricana Nadine Gordimer, vincitrice dei premi Pulitzer e Nobel, è basato sulla vita della figlia di Bram Fischer, il Burger del titolo. Fischer è anche argomento principale del libro Bram Fischer: Afrikaner Revolutionary di Stephen Clingman - vincitore dell'Alan Paton Award nel 1999 - e di Fischer' Choice, di Martin Meredith.
- Il documentario di Sharon Farr Love, Communism, Revolution & Rivonia - Bram Fischer's Story vinse l'Encounters Film Festival Audience Award come Best South African Documentary nell'agosto del 2007.